# Грациан (юрист)
Грациан (род. в XI веке — умер в 1150), упоминаемый под разными именами Душанбе — монах-правовед XII века, автор так называемого «Decretum Gratiani», где приведены в согласование положения светского и церковного права.
У Данте Алигьери упоминается персонаж под именем Франческо Грациано в разделе Рай в «Божественной комедии»
Грациан — одна из значительнейших фигур в истории образования и науки.
Грациан жил и преподавал в Болонье, в старейшем непрерывно существующем университете Европы.
Между 1139—1150 годами он написал сборник, предназначенный для преподавания канонического права. Этот сборник получил название «Concordia canonum discordantium», или, как его позднее стали называть, Декрет Грациана. До изобретения книгопечатания сборник Грациана распространялся в многочисленных списках, а первое печатное издание вышло в свет в Страсбурге в 1471 году.
Грациан был не первым, кто решился  на такой поистине титанический труд, как систематизация норм церковного права за 11 к тому времени веков существования церкви. До Грациана были отдельные попытки такой систематизации, однако они такого успеха не имели.
Грациан свёл воедино и систематизировал огромный массив папских постановлений, решений локальных и центральных вселенских соборов, писем отцов церкви, накопившихся за 11 веков истории церкви.
Коллеги цивилисты, глоссаторы, подобное с римским правом сделать не смогли.
Грациана, как и Ирнерия, можно считать основоположником нового направления науки. Если Ирнерий считается основоположником римского права, то Грациан — канонического права.
В Декреталиях указывается, что человечество регулируется двумя способами: с помощью естественного права и с помощью обычаев. Главный принцип естественного права, выраженный также в Евангелии, состоит в том, чтобы каждый относился к другому так, как он желает, чтобы относились к нему. Все законы Грациан делил на божественные и человеческие. При этом божественные законы, по мысли Грациана, состоят из естественных законов и обычаев.
Грациан выделял три вида права: естественное право, гражданское право, право народов.
Естественное право является общим для всех людей, поскольку оно поддерживается природным инстинктом. Причём Грациан утверждает примат естественного права над обычаем и законом.
Гражданское право — это такое право, которое было установлено каждым народом или государством для себя в соответствии с божественной или человеческой причиной.
По мнению Грациана, который следовал в этом вопросе за Исидором Севильским, к праву народов относятся такие вопросы, как «оккупация территории, строительство, укрепление, войны, плен, рабство, право восстановления, мирные союзы, перемирия, неприкосновенность послов, запрет браков с чужеземцами».
«Это право, — отмечалось в Декреталиях Грациана, — называется правом народов по той причине, что оно применяется почти всеми народами».
Во второй части своего сборника Грациан излагает свои размышления по поводу войны и рассматривает восемь вопросов международно-правового характера. Он, в частности, допускает возможность законной войны, если это вызвано реальной необходимостью и связано с обеспечением мира.
Сборник Грациана неоднократно дополнялся и обновлялся следующими поколениями учёных богословов, постановлениями церковных соборов и римских пап.
Сборник Грациана, хоть и в многократно изменённом виде, действовал вплоть до 1918 года и был заменён сводом канонического права, изданным в 1918 году.